# Vegyipar
A vegyipar a vegyi anyagokat fejlesztő és gyártó vállalatokat foglalja magába. Az egyik leggyorsabban fejlődő ipari ágazat, napjainkra a legfontosabb háttériparok egyikévé vált. Termékei nélkülözhetetlenek a legtöbb modern iparágban, illetve a közvetlen fogyasztás szinte valamennyi területén (gyógyszerek, növényvédő szerek, műtrágyák, kozmetikumok, tisztító- és mosószerek stb.) Részben a természetben található anyagok átalakításával foglalkozik, más részben új anyagok (műanyagok, műszálak) előállításával. A technológia fejlődése állandóan új tulajdonságú anyagokat igényel, melyek megtalálása a vegyipar feladata. Ennek az iparágnak kell kidolgozni azokat a módszereket, technológiai eljárásokat, amelyekkel az új anyagokat gazdaságosan, ipari méretekben lehet előállítani. Különféle szakemberek vesznek részt a vegyiparban, köztük vegyészmérnökök, vegyészek és labortechnikusok.

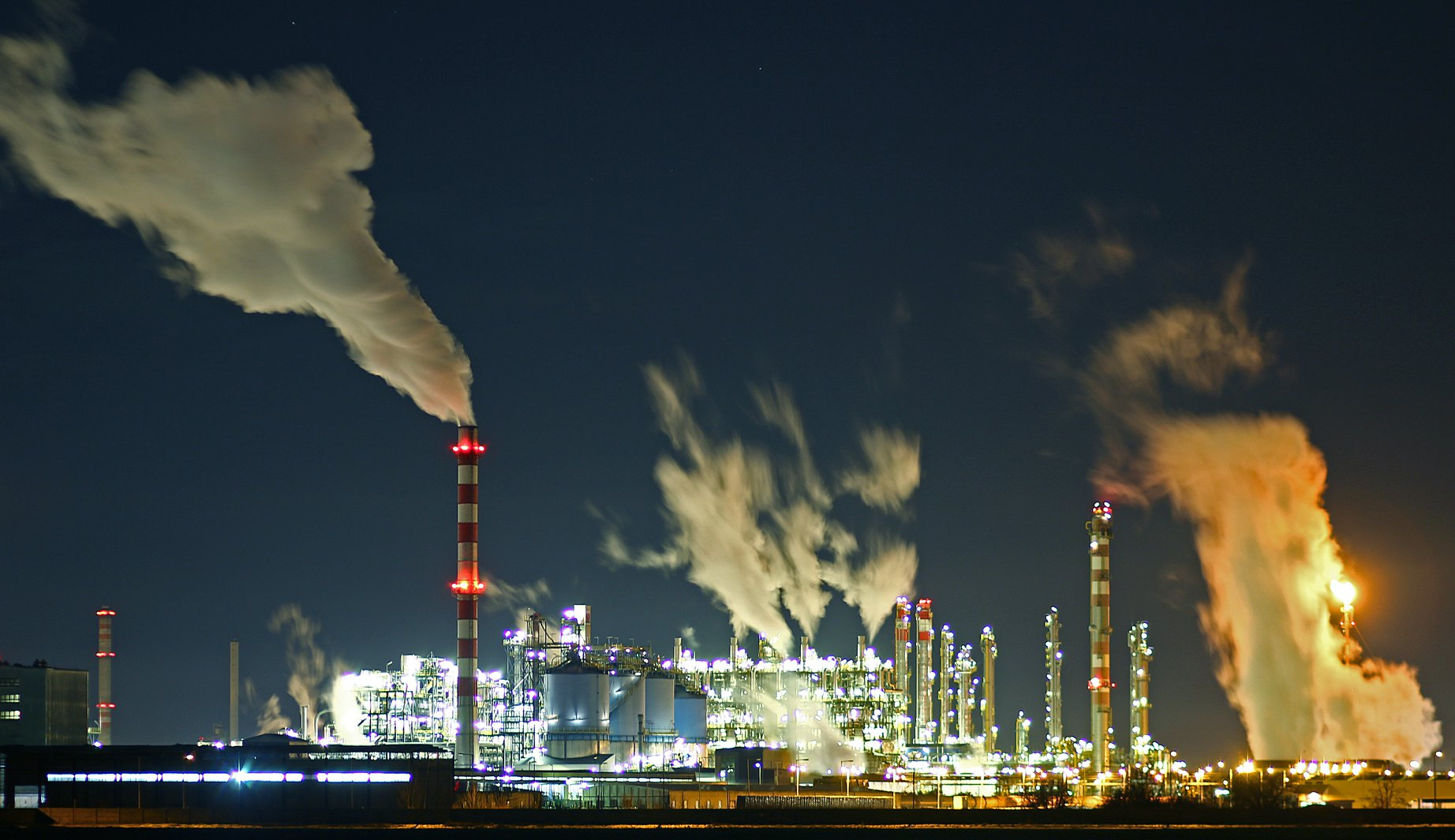
Magyarország legnagyobb vegyipari vállalata a Tiszai Vegyi Kombinát (MOL Petrolkémia Zrt.), Tiszaújvárosban

A vegyipar legtöbb ága rendkívül kutatás- és fejlesztésigényes. Az ágazat egyik nagy kihívása a fejlett országokban, ahol a fejlesztés koncentrálódik az, hogy a kutatási költségek nagy mértékben nőttek.

## Ágazatok
A vegyipar ágazatai:
- Gyógyszeripar.

Olajfinomító az amerikai Louisiana államban. A kőolaj-finomítás a vegyipar egy ága

- Petrolkémia. Műanyagokat és gyantát állít elő. A 20. század elején a műanyagok még természetes anyagokból (kaucsuk, cellulóz) készültek. Az 1930-as évektől szénből, majd az '50-es évektől szénhidrogénekből állítanak elő mesterséges szintetikus anyagokat. A műanyagok használata nagyon elterjedt. A fejlett országokban a tömegigényeket kielégítő gyártásfejlesztést a speciális igényeket képviselő termékek váltják fel.
- Energetikai ágazatok (kőolaj-feldolgozás, kokszgyártás). A minőségjavításra és a környezetvédelemre törekednek.
- Műgumigyártás. Mára sokkal fontosabb lett a szintetikus gumi gyártása, mivel kopásállóbb a nyersguminál.
- Műszálgyártás a textilipar számára.
- Műtrágyák, növényvédő szerek és gyomirtószerek a mezőgazdaság számára.

## Magyarország legnagyobb vegyipari vállalatai
- MOL Petrolkémia Zrt. (korábban Tiszai Vegyi Kombinát), Tiszaújvárosban
- BorsodChem (korábban Borsodi Vegyi Kombinát), Kazincbarcikán

## Megszűnt üzemek
- Magyar Petróleumipar Rt. Kén utcai finomítója, Budapest, Kén utca 8.
- Hungária Műtrágya-, Kénsav- és Vegyi Ipari Rt., Budapest, Kén utca 5.
- Hungária Vegyiművek, Budapest, Illatos út 19–23.
- Első Pesti Spódium- és Enyvgyár Rt., Budapest, Csont utca
- Flóra Gyertyagyár, Budapest, Soroksári út 33.